# 여(嶼·서)
《여(嶼·서)》는 1988년 10월 30일에 MBC TV에서 방영된 베스트셀러극장이다.

## 줄거리
서진수는 시위 관련 혐의로 경찰에 쫓겨 제주도에 있는 친구 천교수의 집으로 피신한다. 그는 용당계 마을에서 간조 때 드러나는 여(암초같은 바위)를 보고 큰 감명을 받는다. 그는 천교수의 소개로 알게 된 용당계 마을의 무허가 술집에서 한 여인으로부터 여에 얽힌 장수설화를 듣는데...

## 출연
- 이정길
- 안옥희
- 신국
- 정한헌
- 오세장